# Che, 2e partie : Guerilla
Pour les articles homonymes, voir Guérilla (homonymie).
Série Che
Che, 1re partie : L'Argentin
(2008)
Pour plus de détails, voir Fiche technique et Distribution.
Che, 2e partie : Guerilla (Che: Part 2 - Guerilla) est un film franco-américano-espagnol réalisé par Steven Soderbergh et sorti en 2008.
C'est la deuxième partie du diptyque Che, débuté avec Che, 1re partie : L'Argentin et racontant une tranche de la vie de Che Guevara. Benicio del Toro, qui interprète le rôle principal, a obtenu le Prix d'interprétation masculine lors du 61e festival de Cannes.

## Synopsis
À la suite de la révolution cubaine, Che Guevara est en pleine gloire. En 1964, il se rend à New York pour s'adresser de manière enflammée aux Nations unies, pour affirmer son combat pour le tiers-monde face à la toute-puissance américaine. Il devient ainsi une figure célèbre de la scène internationale. Mais il disparait soudainement. Personne ne sait où il se trouve. De nombreuses rumeurs de sa mort circulent. Mais il réapparait méconnaissable en Bolivie, où il prépare secrètement la Révolution latino-américaine avec ses camarades cubains et quelques Boliviens. Cette campagne montre toute sa détermination et son abnégation. Elle explique en partie le symbole et le héros populaire qu'est resté au fil du temps le « Che ». L'échec de cette révolution marquera sa mort..

## Fiche technique
- Titre : Che, 2e partie : Guerilla
- Titre original : Che: Part 2 - Guerilla
- Réalisation : Steven Soderbergh
- Scénario : Peter Buchman et Benjamin A. van der Veen d'après la vie et l'œuvre Journal de Bolivie de Ernesto Guevara
- Direction artistique : Juan Pedro De Gaspar
- Décors : Antxón Gómez et Philip Messina
- Costumes : Sabine Daigeler
- Montage : Pablo Zumárraga
- Musique : Alberto Iglesias
- Photographie : Peter Andrews[1]
- Production : Laura Bickford et Benicio del Toro
  - Production déléguée : Alvaro Augustin, Alvaro Longoria, Belén Atienza, Frederic W. Brost et Gregory Jacobs
- Sociétés de production : Estudios Picasso, Morena Films, Telecinco (Espagne), Laura Bickford Productions, Section Eight (États-Unis), Wild Bunch (France)
- Sociétés de distribution : Warner Bros. (France), IFC Films (USA)
- Pays de production :  France,  États-Unis,  Espagne
- Langues originales : anglais, espagnol, aymara, quechua
- Format : couleur et noir et blanc – 35 mm – 1,85:1 – DTS / Dolby Digital / SDDS
- Genre : biographique, guerre, drame
- Durée : 134 minutes
- Dates de sortie[2] :
  - France : 21 mai 2008 (festival de Cannes)
  - États-Unis : 12 décembre 2008 (sortie limitée), 24 janvier 2009 (sortie nationale)
  - France : 28 janvier 2009
  - Espagne : 27 février 2009

## Distribution

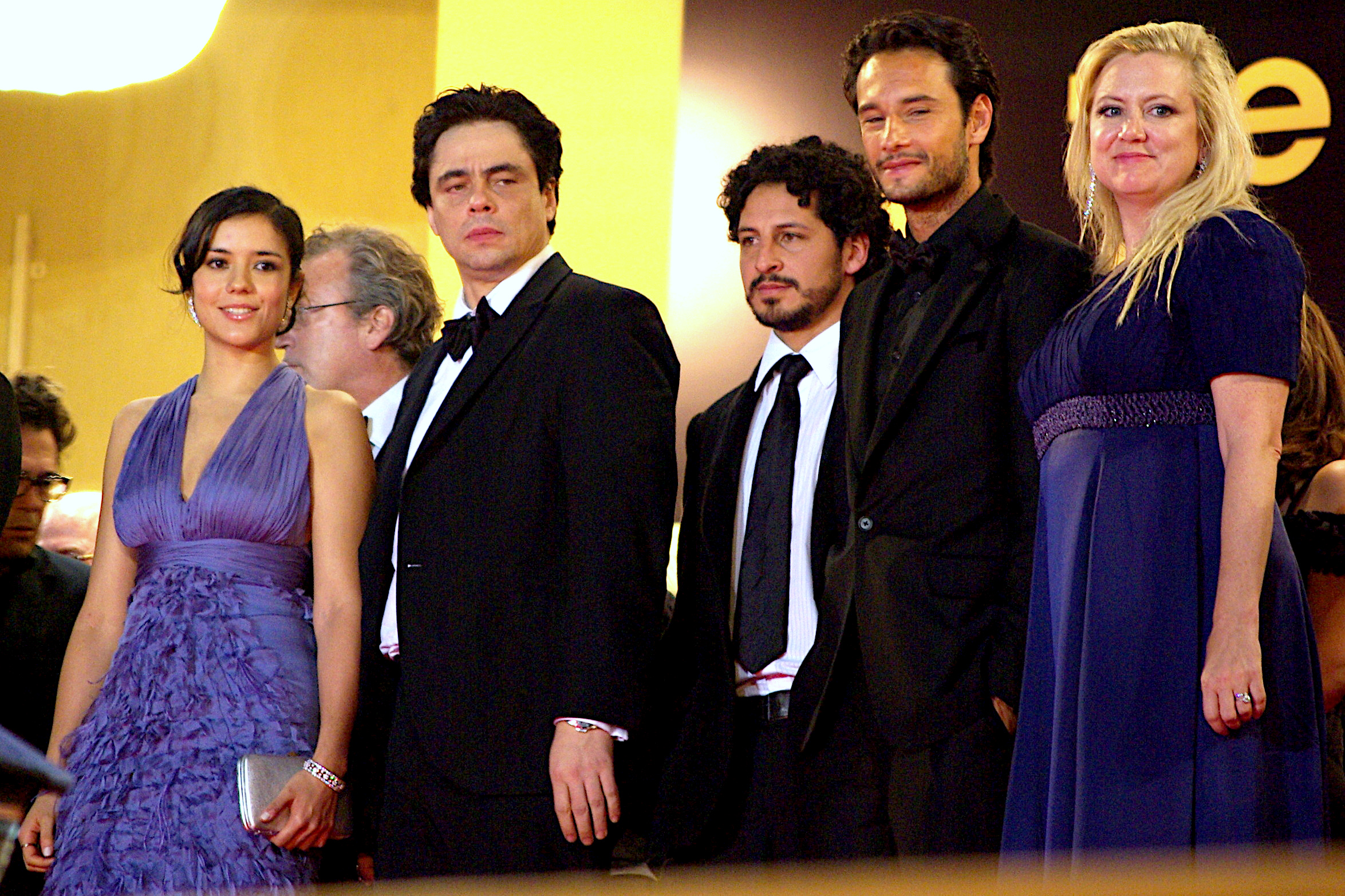
L'équipe du film au festival de Cannes 2008

- Benicio del Toro (VF : Pierre-François Pistorio) : Ernesto « Che » Guevara
- Franka Potente : Tamara « Tania » Bunke
- Joaquim de Almeida : Barrientos, le président bolivien
- Demián Bichir (VF : Jérôme Pauwels) : Fidel Castro
- Lou Diamond Phillips (VF : Marc Saez) : Mario Monje
- Carlos Bardem : Moisés
- Kahlil Mendez : Urbano
- Óscar Jaenada : Dano
- Cristian Mercado (VF : Thomas Roditi) : Inti
- Rodrigo Santoro : Raúl Castro
- Julia Ormond : Lisa Howard
- Edgar Ramirez : Ciro Rondon
- Jordi Mollà (VF : Patrick Raynal) : le Capitaine Vargas
- Ruben Ochandiano : Rolando
- Yul Vazquez (VF : Alexis Victor) : Alejandro Ramirez, le Cubain qui veut venger son oncle
- Aaron Staton : le journaliste
- Armando Riesco (en) (VF : Adrien Antoine) : Benigno
- Nestor Rodulfo (VF : Boris Rehlinger) : Miguel
- Marc-André Grondin : Régis Debray
- Monique Curnen : la secrétaire
- Matt Damon : Schwartz, le prêtre allemand
- Gastón Pauls : Ciro Bustos

## Production

### Développement
Alors que la première partie était basé sur Souvenirs de la guerre révolutionnaire, ce second film est adapté du Journal de Bolivie, autre œuvre littéraire d'Ernesto Guevara.

### Attribution des rôles

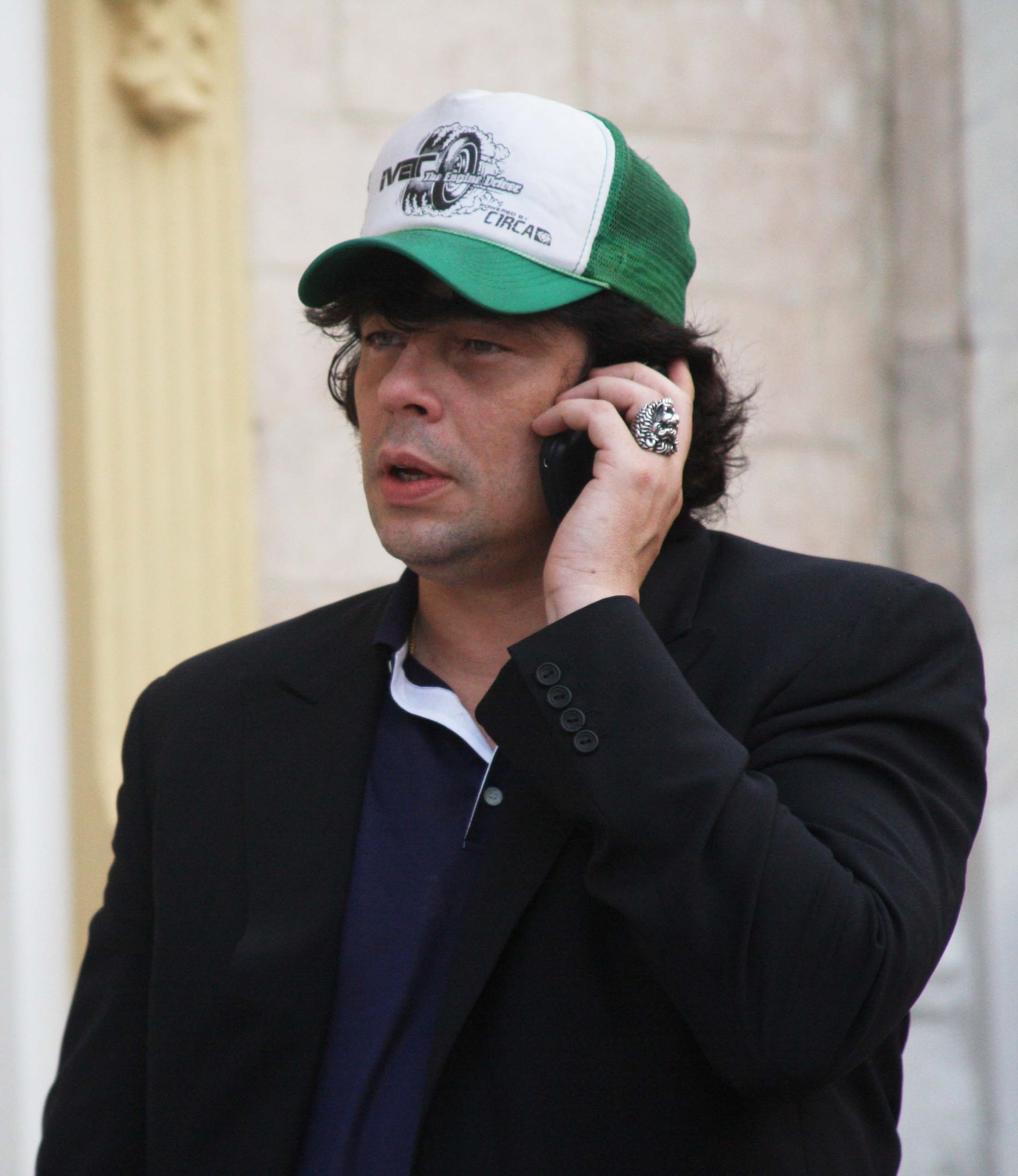
L'acteur principal Benicio del Toro à la première du film au Festival Internacional de Cine Cartagena 2009.

Steven Soderbergh et Benicio del Toro s'étaient déjà croisé en 2001 dans Traffic pour lequel ils avaient reçu respectivement les Oscars du meilleur réalisateur et du meilleur acteur dans un second rôle.
Matt Damon apparaît brièvement dans cette deuxième partie. Il tient le rôle M. Schwartz, un prêtre allemand représentant les intérêts américains en Bolivie. Matt Damon est déjà apparu dans d'autres films du réalisateur : Ocean's Eleven (2001), Ocean's Twelve (2004), Ocean's Thirteen (2007), The Informant! (2009), Contagion (2011), Paranoīa (2018) et No Sudden Move (2021).

### Tournage
Le film est tourné principalement en Espagne (Huelva, Los Navalucillos, ...) et quelques scènes à La Paz en Bolivie.
Steven Soderbergh a voulu dès le début du projet tourner le film entièrement avec la lumière naturelle. Il a utilisé pour cela la caméra RED, un tout nouveau prototype de caméra numérique haute performance. Grâce à sa légèreté (4,5 kg), la caméra a pu être très facilement maniée et a offert de grande liberté à l'équipe. Alors que la première partie est filmée en CinemaScope (soit un ratio de 2,35:1), la 2e partie est tournée en panoramique (1,85:1). Soderbergh explique ce choix car il voulait que la première partie montre une grande victoire, plus épique, avec une image plus large, alors qu'il souhaitait que la deuxième partie ait un aspect plus documentaire, moins raffiné, etc.

## Autour du film
- Le film a été présenté en intégralité, soit 4h15, au festival de Cannes le 21 mai 2008.
- Lorsque Benicio del Toro a obtenu le prix d'interprétation masculine à Cannes, il a salué la mémoire de Che Guevara et l'a fait applaudir par le public.
- Le passage du Che au Congo est absent dans la chronologie du film biographique. En effet, le budget était déjà très limité pour la production des deux films et ne permettait pas de traiter la révolution que Guevara a tenté de mener au Congo belge, avant d'aller en Bolivie. Steven Soderbergh a cependant déclaré qu'en cas de succès du diptyque (« au moins 100 millions de dollars de recettes »), il pourrait réaliser un troisième volet[4].